# فردین فرمند
فردین فرمند (زادهٔ ۱۹ بهمن ۱۳۳۵  – درگذشتهٔ ۱۲ اسفند ١۴٠١) سیاستمدار مستقل و نماینده دوره دهم مجلس شورای اسلامی از حوزه انتخابیه میانه بود.

### مجلس شورای اسلامی
وی با کسب۲۴٬۹۸۰ رای از مجموع ۹۴٬۵۶۴ رای درست معادل ۲۶٫۴۲٪ آرا به عنوان نفر اول حوزه انتخابیه میانه به مجلس شورای اسلامی راه پیدا کند. همچنین یعقوب شیویاری با کسب ۲۳٬۹۱۹ رای به عنوان نفر دوم این حوزه به مجلس راه پیدا کرد.

### درگذشت
او در تاریخ ۱۲ اسفند ۱۴۰۱ درگذشت.

### تحصیلات
فرمند دارای مدرک فوق لیسانس فیزیک از دانشگاه نیویورک-آمریکا (NYU)، دکتری انرژی از همان دانشگاه و فوق دکترای (POST-DOC) مطالعات برنامه‌ریزی و سیاستگذاری علمی و تکنولوژی انیستیتو پلی‌تکنیک رنسیلر آمریکا (۱۹۹۲) بود.